# Global Forecast System
Pour les articles homonymes, voir GFS.

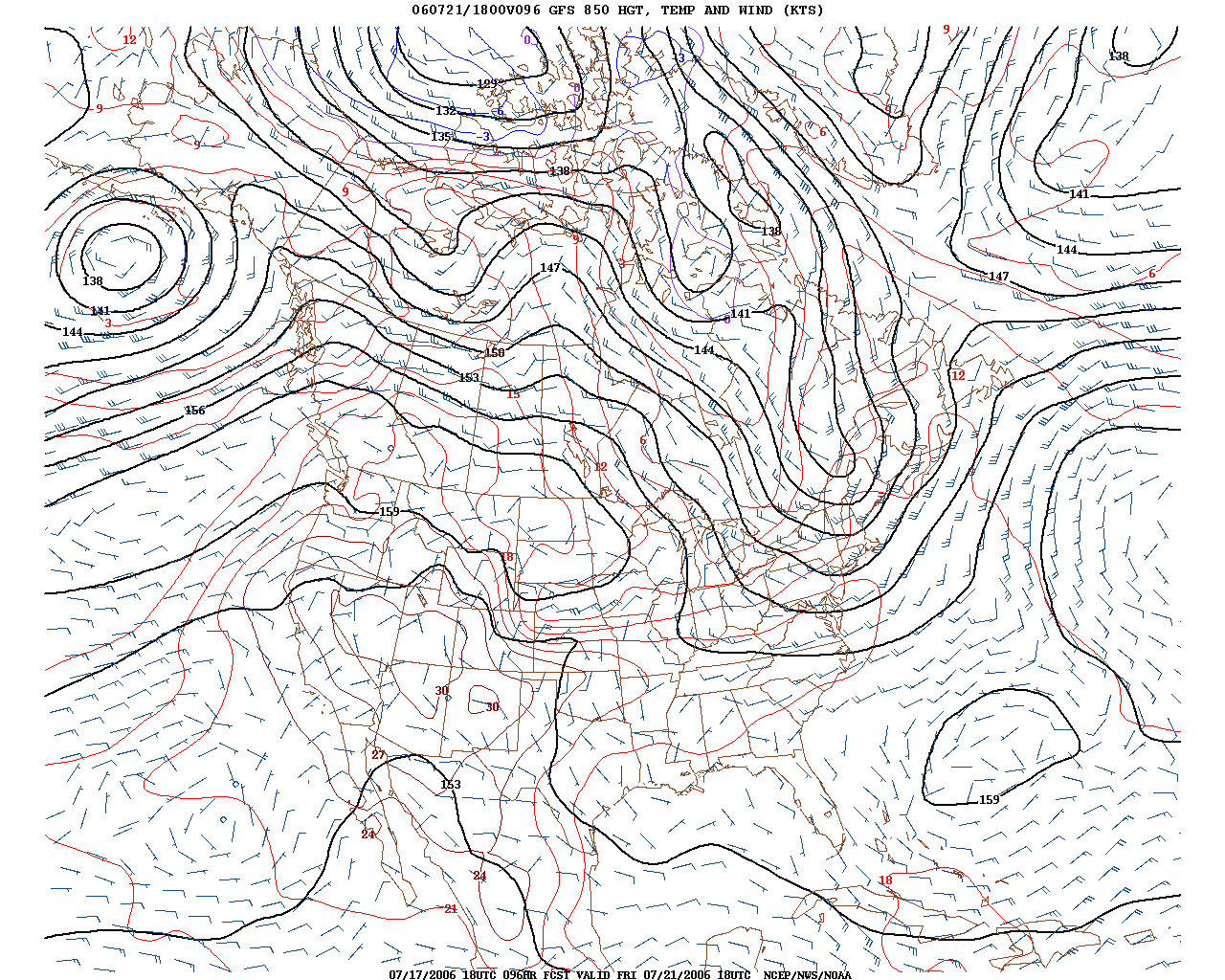
Exemple de carte produite par le GFS, prévision des isohypses de géopotentiel et des isothermes de température à la pression de 850 hPa dans l'atmosphère, le tout valide 96 heures après le moment d’initialisation

Le Global Forecast System (GFS) est un modèle de prévision numérique du temps du National Weather Service des États-Unis. Comme son nom l'indique, il fait ses calculs en utilisant les données météorologiques sur une grille qui recouvre toute la Terre. Ce modèle numérique est initialisé quatre fois par jour : 5h30, 11h30, 17h30 et 23h30. Le calcul pour une prévision météorologique complète, jusqu'à seize jours, dure environ 1h20. La résolution spatio-temporelle des calculs diminue avec le temps de prévision et au-delà de sept jours, les résultats ne sont utiles que comme tendance.

## Fonctionnement
Les calculs du GFS s'effectuent en deux phases : haute résolution des mailles de grille de données jusqu'à 192 heures et faible résolution de 192 à 384 heures. Dans la première phase, le modèle divise la surface de la Terre en carrés de 30 km de côtés et divise l’atmosphère terrestre en 64 niveaux en altitude. Dans la seconde phase, la résolution horizontale n'est que de 70 km. Les calculs sont faits selon un pas de temps qui varie avec la phase. Il crée une matrice de données de résultats pour chaque ensemble de trois heures de prévisions dans la première phase et pour chaque ensemble de douze heures de prévision dans la seconde.

## Disponibilité

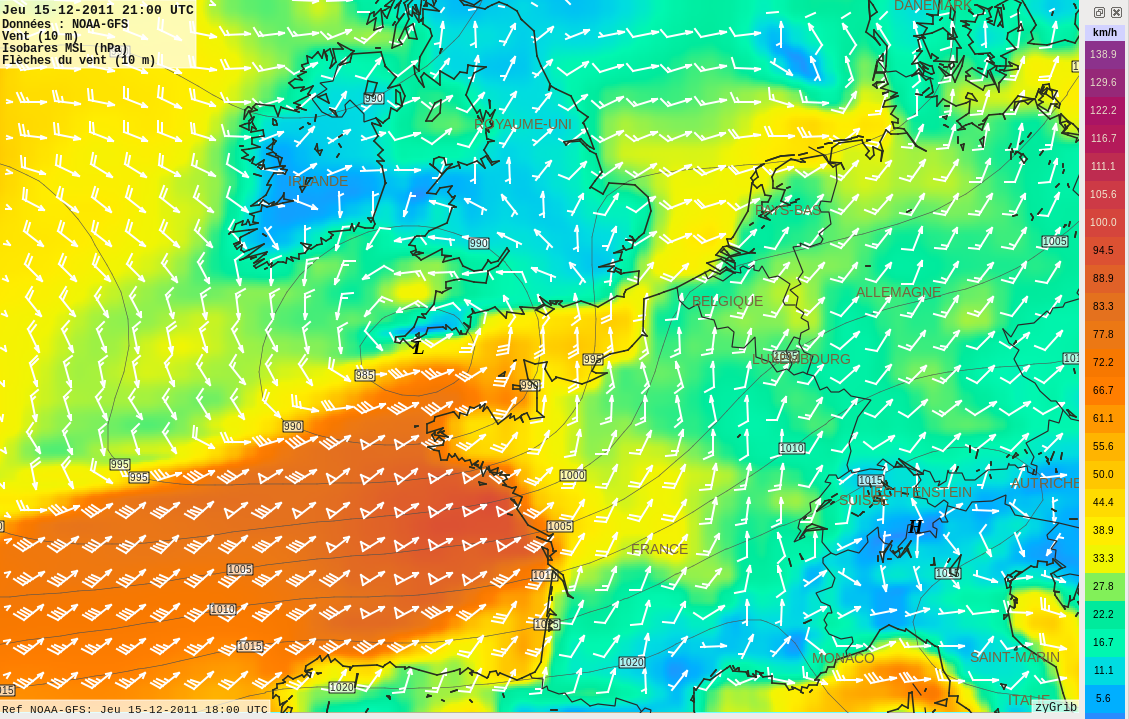
Visualisation de fichier NOAA-GFS dans zyGrib

C'est le seul modèle global américain dont les sorties numériques sont disponibles gratuitement en temps réel. Il est donc utilisé par les compagnies privées de météorologie, comme AccuWeather, MeteoMedia et SoaringMeteo, comme entrant dans leur prévision.
Certains modèles à haute résolution (mésoéchelle) n'effectuant pas leurs propres assimilations, comme WRF (Weather Research and Forecasting Model), utilisent comme entrée d'initialisation les résultats de GFS.